# Joaquim da Abecásia
Joaquim (em georgiano:  იოვაკიმე) foi arcebispo de Tsaish e Bedia, católico da Geórgia Ocidental (Abecásia) por volta dos anos 70 do séc. XV.

## Biografia
A pedido dos então governantes da Geórgia Ocidental - Bagrate VI, Dadiani e Guriel, ele foi abençoado como católico não pelo Patriarca-Católico de Misqueta, mas pelo Patriarca de Jerusalém e Antioquia, Miguel (1470/1474-1484) que veio para a Geórgia Ocidental. Em conexão com a nomeação de Joaquim como católico, uma epístola canônica "Mandamento de Julgamento" foi criada em nome do patriarca Miguel, que definia e regulamentava a jurisdição dos católicos abecásios, normas disciplinares e religiosas-eclesiásticas aplicáveis, punições e outras.
Nas fontes, Joaquim é caracterizado como um administrador enérgico dos assuntos eclesiásticos, que estava especialmente preocupado com a introdução e o fortalecimento da religião cristã na própria Abecásia. A doação de Joaquim ao Mosteiro da Cruz dos Georgianos em Jerusalém, por causa disso, ali foi estabelecida uma ágape centenária.